# Елизаров, Анатолий Александрович
Анатолий Александрович Елизаров (Елизарьев) (16 февраля 1943, Ленинград — 4 мая 2023, Москва) — актёр, кинорежиссёр

, педагог, преподаватель. Заслуженный артист Российской Федерации (1995), лауреат международных конкурсов и фестивалей.

## Биография
Родился в блокадном Ленинграде в семье военных. С детства увлекался гимнастикой и фехтованием. Учился искусству пантомимы у известного артиста Рудольфа Славского (1957—1960), затем — стажировка в ВТМЭИ Л. С. Маслюкова (1963) и факультет режиссёров эстрады ГИТИС (РАТИ) (1981).
В 1959 году Рудольф Славский привез свою студию «МИМ» из Ленинграда в Москву для показа в ЦДРИ СССР. Выступление увидел А. Конников, и пригласил двоих: Б. Агешина и А. Елизарьева в программы московского мюзик-холла «Когда зажигаются звёзды» и «Москва — Венера, далее — везде…». (реж Л. Миров и А. Конников) профессиональной студии «Мим» Московского мюзик-холла (1960—1963), таким образом летом 1960 года на сцене Зелёного Театра ЦПКиО имени Горького состоялся профессиональный дебют юного Анатолия Елизарьева.
Его номера «Художник», «Горный цветок», «Укротитель удава» удостоились высочайшие оценки критики, сравнивавшей его с Марселем Марсо (газета «Советская культура», журнал «Театр», «Очерки истории советской эстрады»). Вскоре А. Е. становится признанным лидером искусства пантомимы в СССР, с 1963 года активно гастролируя как на Родине, так и за рубежом, А. Е. выступил в 55 странах (США, Великобритания, Франция, Бельгия, Швейцария и т. д.). Его искусство получило высокую оценку таких признанных зарубежных мастеров пантомимы как Жан-Луи Барро, Марсель Марсо, Ладислав Фиалка. Участник международного фестиваля пантомимы в Праге (1971 г.), XII Всемирного фестиваля молодежи в Москве (1985), фестиваля пантомимы в Бельгии (1988), фестиваля Русского искусства в Цюрихе (1989), Лауреат I Bceсоюзного конкурса режиссёров эстрады (1991), Лауреат XX Международного фестиваля монодрамы и пантомимы «ЗЕМУН-92» в Белграде (золотая медаль и специальный Приз за лучшую актёрскую игру) . Лауреат 1-го Международного фестиваля искусств и кино «Маэстро» в Форте-дей-Марми (Италия 2009)
В 1995 году — присвоено звание Заслуженного артиста РФ.
В репертуаре Анатолия Елизарова свыше 100 пантомимических миниатюр (т. н. «колков»), 5 моноспектаклей и 10 серьёзных режиссёрских работ. В 1968 году, совместно с певицей Е. Камбуровой создает оригинальную программу «Вечер пантомимы и песни». В 1969 году работая с режиссёром Марисом Лиепой над программой мимических миниатюр, объединённых в спектакль «Монологи» А. Е. выступает не только исполнителем, но и автором, и художником. В 1986 году как режиссёр и художник осуществил постановку комедии дель’арте американского драматурга Д. Рейгана «Любовь на винограднике». В 1996 году — премьера спектакля для детей «Пиноккио или Жизнеописание полена» (клоунада для маленьких взрослых) в Стокгольме, Швеция. В 1998 году — премьера спектакля «Исповедь или десять новелл одной жизни» (мим-шоу) в Москве. В 1999 году — к 200-летию со дня рождения А. С. Пушкина — «Играем Пушкина» (мимодрама) в Москве. В 2000 году — серия юбилейных вечеров в Москве и Санкт-Петербурге, посвященная 40-летию творческой деятельности. В 2001 году — «Пантомима в белом» в Австрии, в Вене и Зальцбурге. В 2003 году — творческие вечера «Юбилей — 03» (Центральный Дом актёра, Дом кино, Центр оперного пения Галины Вишневской). В 2004 году — к 130-летию со дня рождения В. Э. Мейерхольда — «Художник и судьба» (мимодрама). Единственный спектакль на сцене Театрального музея имени А. А. Бахрушина.
В 1985 году возглавил театральную студию «Зеркало» (позднее — Театр-студия пантомимы и мимодрамы Елизарова Анатолия Т. Е. А. «МИМ d’ART»).
Вёл педагогическую деятельность, занимался режиссурой, выступал с творческими вечерами и мастер-классами, увлекался живописью и графикой, являлся приверженцем лакто-ово-вегетарианства.
В 2010—2011 годах отмечалось 50-летие профессиональной сценической жизни Анатолия Елизарова.
С 2010 года А. Елизаров принимал участие в благотворительных проектах Международного центра Искусств Маргариты Майской «Арт-Изо-Центр»/ Art-Izo-Center, а также являлся почётным членом жюри Международного фестиваля искусств «Арт-Изо-Фест».

### Обстоятельства смерти
Тело актёра нашли 8 мая 2023 года в его квартире на Серпуховском валу в Москве. По словам собеседника агентства ТАСС, причиной смерти актёра стала сердечно-сосудистая недостаточность. «Елизаров перестал выходить на связь, родные забили тревогу и обратились в экстренные службы. Специалисты были вынуждены вскрывать дверь в квартиру актёра»,— указал источник в экстренных службах. Похоронен на Троекуровском кладбище (21-й участок).

## Творческий метод
Анатолий Елизаров — мим классического направления или, как принято говорить на языке теоретиков пантомимы, «чистый мим». Анатолия Елизарова увлекал сам процесс игры с воображаемыми вещами, неожиданные для зрителей превращения: рояля — в пишущую машинку, скрипки — в вязальные спицы. На таких забавных метаморфозах была построена пантомима «Концерт». Постепенно складывалась маска комического персонажа. Набелённое лицо артиста и шутовской балахон стали стилизацией внешнего облика средневековых бродячих мимов. Осуществляя поиск новых форм и тем в пантомиме, Анатолий Елизаров в течение ряда лет работал над публицистической миниатюрой «Сеятель» и плакатно-агитационной интермедией «Набатный колокол», в которой раскрылись драматические стороны его таланта (1982).
Сюжеты интермедий Елизарова просты и жизненны, что помогает легко находить взаимопонимание артиста со зрителями. Жесты мима точны и графичны. Елизаров представлял «классическую пантомиму». Однако демонстрация технического мастерства не являлась главным, сценические миниатюры Елизарова увлекают и очаровывают неожиданным сочетанием мечты и действительности, комического с драматическим.
Имел ряд постановок в кино, телевидении, театрах. В 1986 году как режиссёр и художник осуществлял постановку комедии дель’арте американского драматурга Д. Рейгана «Любовь на винограднике».

## Конкурсы и фестивали
- 1971 — Международный фестиваль пантомимы в Праге
- 1985 — XII Всемирный фестиваль молодежи в Москве
- 1988 — Фестиваль пантомимы в Бельгии
- 1989 — Фестиваль русского искусства в Цюрихе
- 1991 — Лауреат I Всероссийского конкурса режиссёров эстрады
- 1992 — Лауреат и обладатель золотой медали и специального Приза за лучшую актёрскую игру на XX Международном фестивале мимодрамы и пантомимы «Земун-92» (Белград)
- 1994 — фестиваль искусств России в Цюрихе
- 2007 — диплом лауреата XI общенационального фестиваля искусств «Южные ночи»
- 2008 — фестиваль искусств, посвященный А.Тарковскому «Зеркало» (г. Иваново)
- 2009 — международный фестиваль искусств «Маэстро» (Италия)

## Преподавательская деятельность
- 1978—1980 — Начало преподавательской деятельности в ГУЭЦИ имени М. Н. Румянцева
- 1980—2005 — ГИТИС (РАТИ), (с 1990 года — доцент кафедры эстрадного искусства ГИТИС (РАТИ)
- С 2002 года — Центр оперного пения Галины Вишневской
- 2006—2008 — ВТУ имени М. С. Щепкина
- С 2008 года — ВГИК имени С. А. Герасимова
- 1980—2011 — мастер-классы в России и за рубежом

## Режиссёрские работы
- 1971 — «Монологи-I» А. Елизаров в соавторстве М. Лиепой (моно)
- 1976 — «Монологи-II» А. Елизаров в соавторстве М. Лиепой (моно)
- 1980 — «Пантомима в белом» А. Елизаров (моно)
- 1981 — «Сотворение мира» А. Елизаров
- 1983 — «Маленький принц» А. Елизаров
- 1985 — «Голый король» А .Елизаров
- 1986 — «Любовь на винограднике» А. Елизаров по пьесе Д. Рейгана
- 1994 — «Шарф Коломбины» А. Елизаров
- 1996 — «Пиноккио или Жизнеописание полена» А. Елизаров
- 1996 — Режиссёр пантомимы в спектакле театра им. Моссовета «Игра» (постановка н.а. России П.Хомского, либретто Я.Кеслера)
- 1997 — «Семь смертных грехов» А. Елизаров
- 1998 — «Исповедь или 10 новелл одной жизни» А. Елизаров (моно)
- 1999 — «Играем Пушкина» А. Елизаров
- 2001 — Режиссёр по пластике спектакля «Скандальное происшествие» театра «Сфера» (постановка з. д.и. России В. Иванов по пьесе Дж. Б. Пристли)
- 2003 — «Художник и Судьба» А. Елизаров
- 2008 — «Играем Гоголя»
- 2009 г. «Шинель» А. Елизаров (моно)
- С 2010 года — режиссёр по пластике и исполнитель роли Чалмерса в спектакле театра «Сфера» «Там же, тогда же» (постановка н.а. России Е. И. Еланской по пьесе Б.Слэйда)

## Фильмография
- «Айболит-66» реж. Ролан Быков (1966)
- «Тысячи окон» реж. Владимир Роговой, Алексей Спешнев (1967)
- «Совсем пропащий» реж. Георгий Данелия (1973)
- «Солнце, снова солнце» реж. Светлана Дружинина (1976)
- «Ансамбль неудачников» реж. Юрий Сааков (1976)
- «Мнимый больной» реж. Леонид Нечаев (1980)
- «Экипаж» реж. Александр Митта (1980)
- «Берег» реж. Александр Алов и Владимир Наумов (1984)
- «Крик дельфина» реж. Алексей Салтыков (1986)
- «Давайте без фокусов» реж. Георгий Бабушкин (1992)
- «Год лошади — созвездие Скорпиона» реж. Наталья Наумова (2004)
- «Короли династии Фаберже» реж. Татьяна Малова (2009)
- «История жизни и смерти Саскии ван Рейн» реж. Лев Гришин (2009)